# Österforse
Österforse är en ort i Långsele socken i Sollefteå kommun. År 2015 förlorade Österforse sin status som tätort på grund av folkmängden minskat till under 200 personer. Istället kom delar av den gamla tätorten att utgöra en småort.
Österforse genomkorsas av riksväg 87 och Norra stambanan. Den ligger cirka 5 km sydväst om Långsele. Faxälven flyter förbi orten och här ligger Forse kraftverk.

## Historik
Redan 1804 ansökte man om att få anlägga ett järnbruk i Österforse och sju månader senare beviljades ansökan. 1831 byggdes det en bro över Faxälven för att underlätta transporter till bruket. Forsse bruk kom att växa allt mer och 1858 hade man 67 anställda. I mitten av 1900-talet lades dock både trämassafabriken som startats 1902 och järnbruket ned.
Det nuvarande kraftverket invigdes 1968. I samband med detta togs det gamla kraftverket ur bruk efter 60 års drift. Butiker och kiosk fanns tidigare i byn men är nu stängda. 

### Befolkningsutveckling

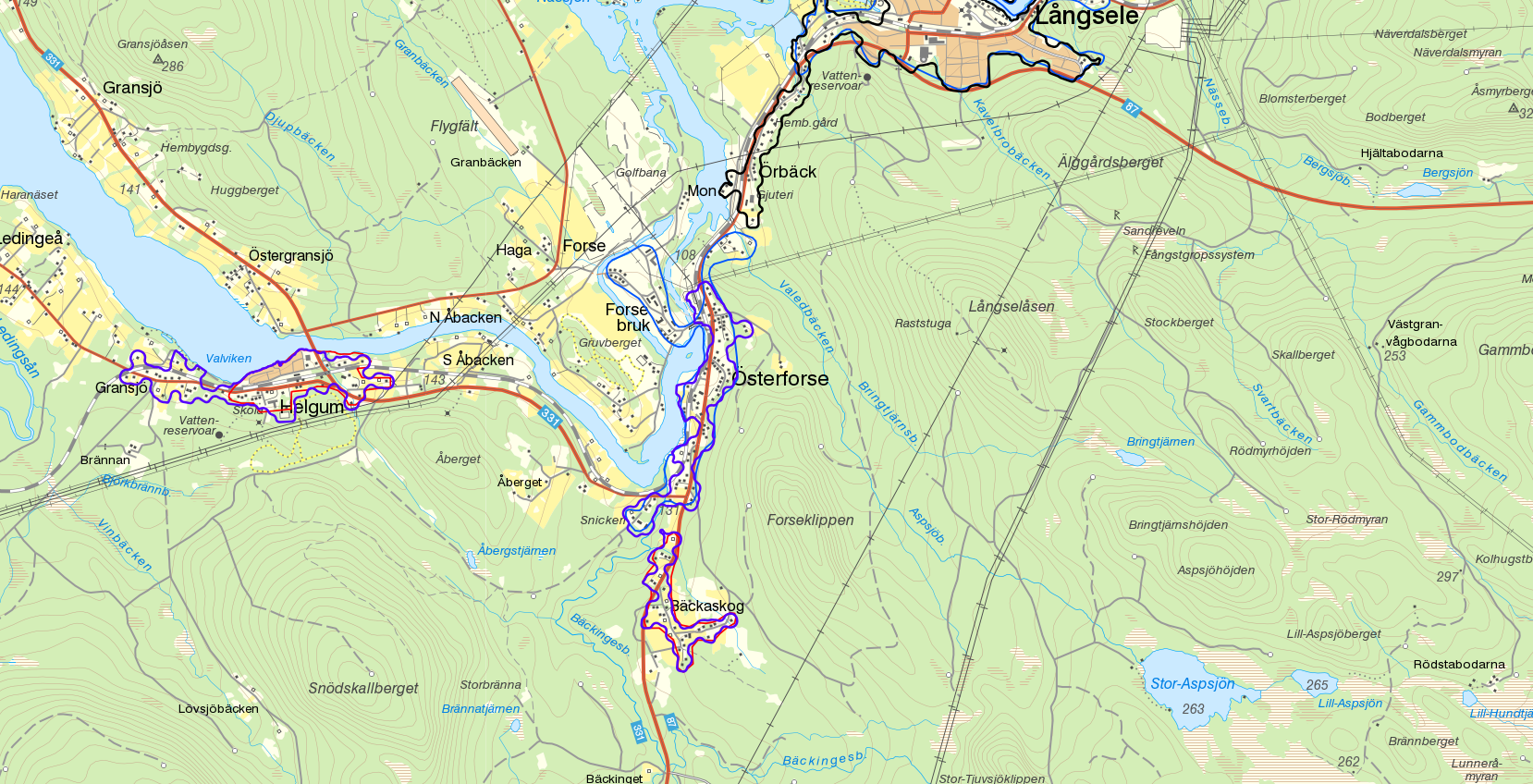
Småorternas gränser 2015 i mörkare blått. Tätorterna 2010 års gränser i ljusare blått. Långsele tätort 2015 i svart.

| Befolkningsutvecklingen i Österforse 1960–2015                                 | Befolkningsutvecklingen i Österforse 1960–2015 | Befolkningsutvecklingen i Österforse 1960–2015 | Befolkningsutvecklingen i Österforse 1960–2015 | Befolkningsutvecklingen i Österforse 1960–2015 |
| ------------------------------------------------------------------------------ | ---------------------------------------------- | ---------------------------------------------- | ---------------------------------------------- | ---------------------------------------------- |
|                                                                                |                                                |                                                |                                                |                                                |
| År                                                                             |                                                |                                                | Folkmängd                                      | Areal (ha)                                     |
| 1960                                                                           | 1960                                           |                                                | 498                                            |                                                |
| 1965                                                                           | 1965                                           |                                                | 434                                            |                                                |
| 1970                                                                           | 1970                                           |                                                | 348                                            |                                                |
| 1975                                                                           | 1975                                           |                                                | 288                                            |                                                |
| 1980                                                                           | 1980                                           |                                                | 236                                            |                                                |
| 1990                                                                           | 1990                                           |                                                | 271                                            | 90                                             |
| 1995                                                                           | 1995                                           |                                                | 256                                            | 90                                             |
| 2000                                                                           | 2000                                           |                                                | 265                                            | 90                                             |
| 2005                                                                           | 2005                                           |                                                | 245                                            | 90                                             |
| 2010                                                                           | 2010                                           |                                                | 204                                            | 90                                             |
| 2015                                                                           | 2015                                           |                                                | 124                                            | 56#                                            |
| Anm.: Upphörde som tätort 2015 på grund av befolkningsminskning. # Som småort. |                                                |                                                |                                                |                                                |

## Näringsliv
Bageri, café och bed & breakfast finns idag där Forsse bruk tidigare låg.

## Idrott
Sollefteå golfklubb bildades 1970 i Österforse. Golfbanan med dess 18 hål stod spelklar 1972 och blev 2003 utsedd till Ångermanlands bästa bana. Idrottsföreningen Österforse IF grundades 1933 och har tidigare haft verksamhet inom både fotboll, gymnastik och längdskidor. Nuförtiden bedrivs främst skidåkning i föreningens regi.